# Очаково (Гусевский район)
Очаково (до 1938 — Гросс Каннапиннен (нем. Groß Kannapinnen), до 1946 — Штайнсру (нем. Steinsruh)) — посёлок в Гусевском городском округе Калининградской области. Входит в состав Кубановского сельского поселения.

## Население
| 1910 | 2002 | 2010 |
| ---- | ---- | ---- |
| 117  | ↘108 | ↗128 |

## История
Населенный пункт Гросс Каннапиннен в 1938 году был переименован в Штайнсру, а в 1946 году — в Очаково.